# 유로파 클리퍼
유로파 클리퍼(영어: Europa Clipper)는 미국 항공우주국이 발사한 우주 탐사선이다. 탐사선은 2024년 10월 14일 발사되었고, 2030년 이후 목성의 궤도를 돌며 갈릴레이 위성인 유로파를 근접 통과하는 방식으로 탐사할 계획이다.
탐사선은 갈릴레오 탐사선이 목성을 8년 동안 탐사할 당시 유로파의 지하 바다에 대해 얻어낸 정보를 바탕으로 만들어졌다. 유로파 탐사선은 원래 유로파 궤도선이나 목성 얼음 위성 궤도선과 같이 유로파 궤도를 도는 탐사선을 발사하는 계획을 진행했었지만, 유로파 궤도 주변의 목성 방사선의 영향을 고려했을 때 탐사선을 유로파의 궤도에 진입시키기보다는 여러 번 근접 통과하는 방식이 더 안전할 것이라고 결론지어졌다. 탐사선은 원래 "유로파 클리퍼"로 불렸었고, 제트 추진 연구소와 응용 물리 연구소의 공동 프로젝트로 진행됐었다.
유로파 클리퍼 탐사선은 제트 추진 연구소, 응용 물리 연구소, SwRI, 텍사스 대학교 오스틴, 애리조나 주립 대학교, 콜로라도 대학교 볼더에서 만들어진 아홉 개의 탐사 기구를 장치할 예정이다. 목성으로 가는 방법은 두 가지가 제안되고 있다. 첫 번째는 애틀러스 V 로켓을 사용해 발사한 다음 지구와 금성과 여러 중력 도움을 이용해 목성으로 간다는 계획이고, 두 번째는 우주 발사 시스템을 이용해 탐사선을 목성으로 한 번에 발사하는 계획이다.
유로파 클리퍼 미션 발사체는 팰컨 헤비로 확정되었다.

## 같이 보기
- 유로파 목성계 임무-라플라스
- 유로파 착륙선
- 유로파 궤도선
- 목성 탐사
- 목성 얼음 위성 궤도선
- 목성 얼음 위성 탐사선